# Shermans Mars naar de Zee
Shermans Mars naar de zee is de meer gekende naam voor de Savannahveldtocht die plaatsvond tussen 15 november en 21 december 1864 in Georgia tijdens de Amerikaanse Burgeroorlog. De veldtocht begon toen de Noordelijke eenheden onder leiding van generaal-majoor William Tecumseh Sherman vertrokken vanuit Atlanta, Georgia na de inname van de stad. Met de inname van  Savannah, Georgia op 21 december 1864 was de veldtocht ten einde. Onderweg vernietigden de Noordelijken alle vijandelijke industrie, infrastructuur en privé-eigendommen zodat de Zuidelijke economie volledig ontwricht raakte. (Tactiek van de verschroeide aarde)

## Achtergrond en doelstellingen
De Savannahveldtocht sloot onmiddellijk aan op de succesvolle Atlantaveldtocht van Sherman tussen mei en september 1864. Vanuit de gecoördineerde strategie die opgesteld was door de opperbevelhebber van de Noordelijke legers, luitenant-generaal Ulysses S. Grant, diende het Zuiden zowel strategisch, economisch en psychologisch vernietigd te worden om de oorlog te winnen voor het Noorden. Sherman bediende zich hiervoor van de Tactiek van de verschroeide aarde waarbij hij zijn eenheden het bevel gaf om oogsten te vernietigen, de veestapel te doden en de voorraden mee te nemen of te vernietigen. Uiteindelijk zou ook de volledige militaire en burgerlijke infrastructuur eveneens een doelwit worden.
Het tweede doel van de veldtocht had een puur militair karakter. De legers van Grant en Robert E. Lee lagen nog altijd tegen over elkaar in het Beleg van Petersburg. Door in het achterland van het Zuiden door te dringen hoopten de Noordelijken om de druk op Lee te vergroten door ofwel een doorbraak van Grant te vergemakkelijken ofwel versterkingen vanuit het zuiden voor Lee daar vast te houden.
De plannen voor de veldtocht waren uitgewerkt door Grant en Sherman. Het aanvalsplan  had veel weg van de Vicksburgveldtocht. Shermans leger zou van het land leven nadat hun rantsoenen voor 20 dagen waren geconsumeerd. Hierdoor hadden ze geen hinder van lange aanvoerlijnen die dienden verdedigd en opengehouden te worden. Sherman baseerde zich op gegevens van de census van 1860 om te weten waar de rijkste productieplaatsen lagen om zijn leger door te loodsen. De productieplaatsen voor katoen dienden vernietigd te worden omdat de Zuidelijken katoen als pasmunt gebruikten om wapens en voorraden aan te kopen in het buitenland. De uitgebroken en verhitte rails die rond de bomen gebonden werden, kregen de bijnaam "Sherman's neckties".

## Samenstelling van de legers
Sherman, die bevelhebber was van de Military Division of the Mississippi, zette niet zijn volledig potentieel aan manschappen in voor de veldtocht. De Zuidelijke luitenant-generaal John Bell Hood bedreigde  Chattanooga, Tennessee, een belangrijke basis voor de Noordelijke aanvoerlijnen. Daarom stuurde Sherman twee legers onder leiding van generaal-majoor George H. Thomas om af te rekenen met Hood in wat de Franklin-Nashvilleveldtocht zou worden. Voor de Savannahveldtocht had Sherman 62.000 soldaten tot zijn beschikking. (55.000 infanterie, 5.000 cavalerie en 64 kanonnen bemand door 2.000 soldaten. Deze waren ingedeeld in twee colonnes, namelijk:
- De rechtervleugel was het Army of the Tennessee aangevoerd door generaal-majoor Oliver O. Howard die bestond uit twee korpsen
  - XV Corps aangevoerd door generaal-majoor Peter J. Osterhaus bestaande uit de divisies van de brigadegeneraals Charles R. Woods, William B. Hazen, John E. Smith en John M. Corse.
  - XVII Corps aangevoerd door generaal-majoor Frank Blair, Jr. bestaande uit de divisies van generaal-majoor Joseph A. Mower en de brigadegeneraals Mortimer D. Leggett en Giles A. Smith.
- De linkervleugel was het Army of Georgia aangevoerd door generaal-majoor Henry W. Slocum die bestond uit twee korpsen:
  - XIV Corps onder leiding van brigadegeneraal Jefferson C. Davis bestaande uit de divisies van de brigadegeneraals William P. Carlin, James D. Morgan en Absalom Baird.
  - XX Corps onder leiding van brigadegeneraal Alpheus S. Williams bestaande uit de divisies van de brigadegeneraals Nathaniel J. Jackson, John W. Geary en William T. Ward.
- Cavalry division aangevoerd door brigadegeneraal Judson Kilpatrick.

De Zuidelijken onder leiding van luitenant-generaal William J. Hardee, bevelhebber van het Departement of South Carolina, Georgia and Florida, kon er weinig tegenover plaatsen. John B. Hood had het merendeel van de eenheden in Georgia meegenomen voor zijn veldtocht in Tennessee. Bij Lovejoy’s Station, Georgia waren er ongeveer 13.000 soldaten gelegerd. De Georgia militia van generaal-majoor Gustavus Woodson Smith telde ongeveer 3.050 soldaten. Dit waren voornamelijk jongens of oudere soldaten. Het cavaleriekorps onder leiding van generaal-majoor Joseph Wheeler telde ongeveer 10.000 soldaten. Tijdens de veldtocht werden nog extra soldaten aangevoerd uit Florida en de Carolinas, maar de effectieve strijdmacht was nooit groter dan 13.000 soldaten.

## De mars
Zowel president Abraham Lincoln als luitenant-generaal Ulysses S. Grant waren er niet volledig gerust in Shermans plannen. Toch genoot Sherman het nodige vertrouwen van Grant. Op 2 november 1864 kreeg Sherman een eenvoudig telegram van Grant waarin stond: “Voer uit zoals je voorgesteld hebt.” De 480 km lange mars begon op 15 november.

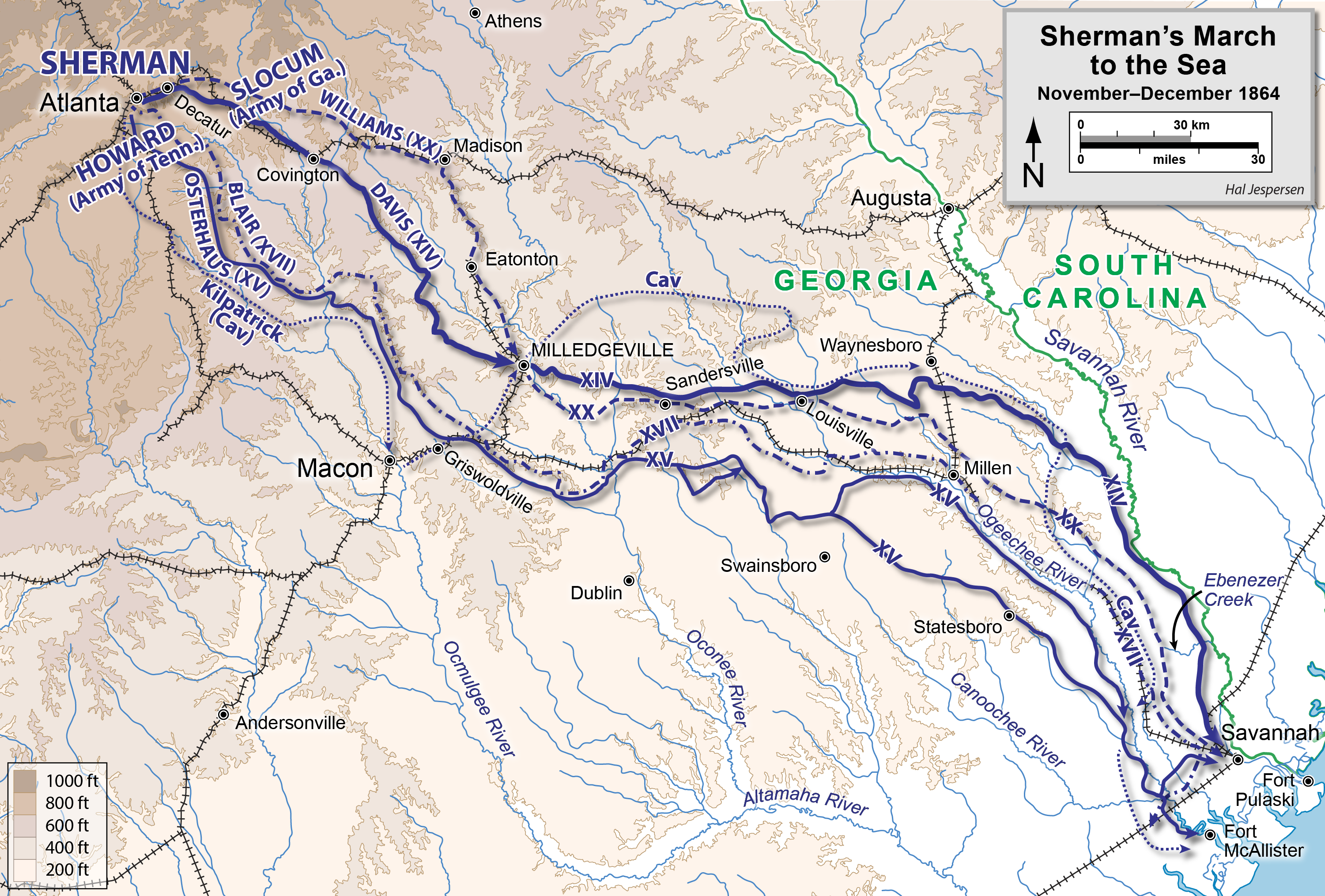
Shermans Mars naar de zee.

De twee Noordelijke vleugels probeerden de vijand het zand in de ogen te strooien over hun echte doelwitten. De Zuidelijken konden door de openingszetten van de Noordelijken niet achterhalen of Macon, Augusta of Savannah het doelwit waren.
Howards vleugel, voorafgegaan door Kilpatricks cavalerie, marcheerde in zuidelijke richting langs de spoorweg naar Lovejoy’s Station. Daar moesten de Zuidelijken zich al vechtend terugtrekken tot in Macon. Bij Lovejoy’s Station veroverden de Noordelijken twee Zuidelijk kanonnen en bij Bear Creek Station werden 50 soldaten gevangengenomen. Howards infanterie rukte op van Jonesboro naar Gordon ten zuidwesten van Milledgeville, de hoofdstad van Georgia. Slocums vleugel, vergezeld door Sherman, rukte op in oostelijke richting naar Augusta. Bij de Oconeerivier vernietigden ze de brug en draaiden dan in zuidelijke richting.
De vertegenwoordigers van de staat riepen alle inwoners op om “te sterven als vrije personen, liever dan te blijven leven als slaven” en ontvluchtten Milledgeville. Hardee arriveerde vanuit zijn hoofdkwartier in Savannah en realiseerde dat niet Macon maar Savannah het hoofddoel was van de Noordelijken. Hij gaf het bevel aan zijn cavalerie onder leiding van Joseph Wheeler om de Noordelijke flanken en achterhoede het lastig te maken. Hij stuurde de militiestrijdmacht van Smith naar Savannah. Op 23 november hield Shermans staf een opgezette bijeenkomst van de bestuurders van Georgia waarbij de staat opnieuw aansluiting zocht bij het Noorden. Daarna werd er gekaart in de vergaderzaal.
De eerste echte weerstand die de Noordelijken ondervonden vond plaats op 22 november waarbij Howards vleugel in de Slag bij Griswoldville slag diende te leveren. Wheelers cavalerie viel die van Kilpatrick aan waarbij drie doden vielen en achttien soldaten gevangen werden genomen. De infanteriebrigade van brigadegeneraal Charles C. Walcutt waarbij de defensieve linie kon hersteld en gehouden worden. Een divisie van de Georgia militie verscheen ten tonele en voerde gedurende enkele uren slecht gecoördineerde aanvallen uit. Ze trokken zich uiteindelijk terug waarbij ze 1.100 slachtoffers op het veld achterlieten (waarvan ongeveer 600 krijgsgevangenen). De Noordelijken verloren een honderdtal soldaten.

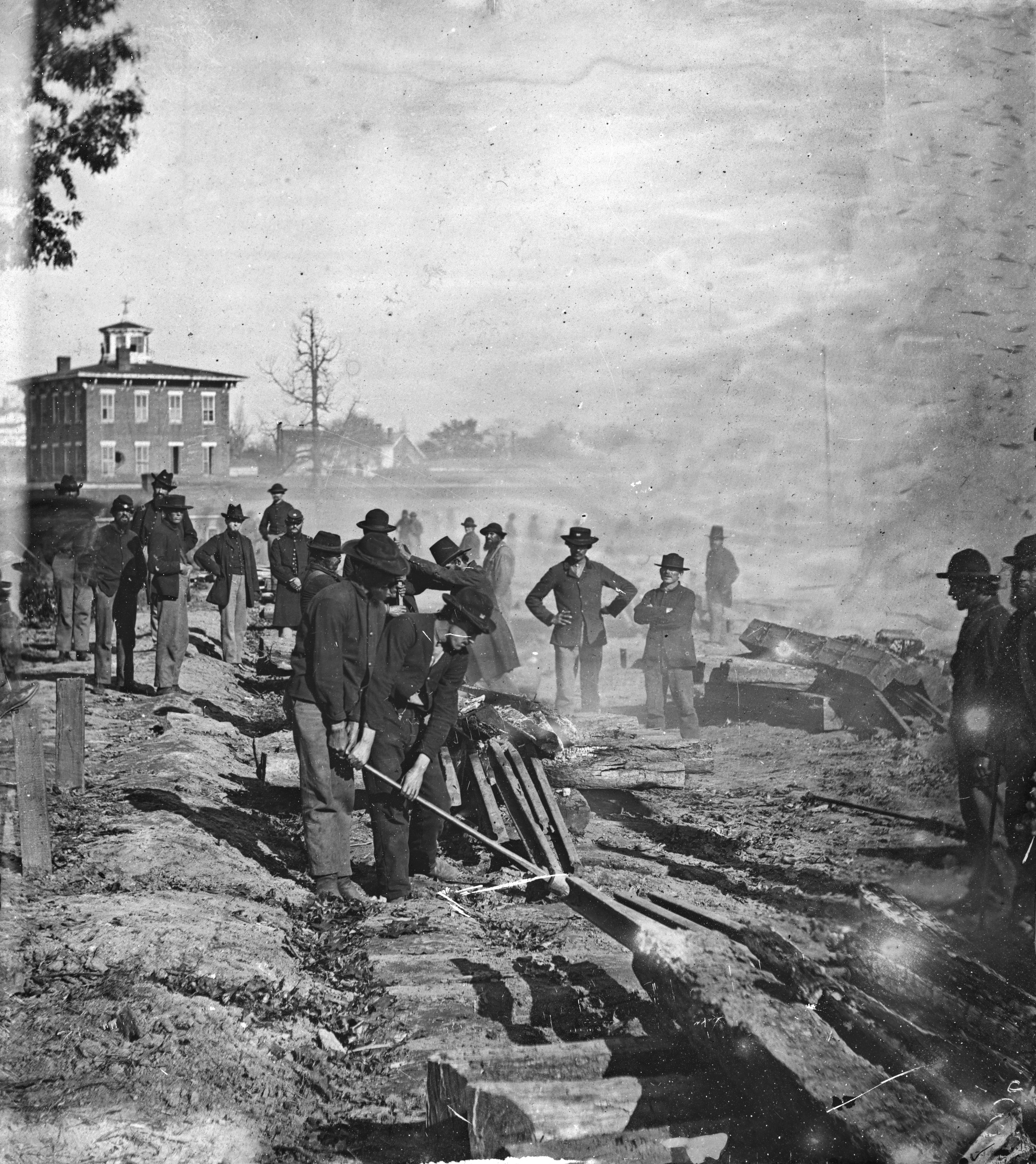
Shermans soldaten vernietigen de spoorweg in Atlanta.

Daar werden er verschillende kleinere gevechten geleverd. Wheeler en enkele infanterie-eenheden voerden een achterhoedegevecht bij Ball’s Ferry op 24 november en 25 november. Terwijl Howards vleugel opgehouden werd, viel de 1st Alabama Cavalry (een Noordelijke eenheid) Zuidelijke voorposten aan. In de loop van de nacht bouwden Noordelijke genietroepen een brug op 3 km van de Zuidelijke stellingen. 200 Noordelijke soldaten staken die brug over en flankeerden de Zuidelijke eenheden. Op 25 november en 26 november viel Wheeler de voorhoede van Slocum aan bij Sanderville. Kilpatrick ondertussen had orders ontvangen om een schijnbeweging uit te voeren richting Augusta voor hij de spoorwegbrug bij Brier Creek diende te vernietigen en het krijgsgevangenkamp Lawton bij Millen diende te bevrijden. Kilpatrick kon langs de defensieve stellingen van Wheeler glippen bij Brier Creek. Tijdens de nacht van 26 november voerde Wheeler toch een aanval uit bij de 8th Indiana en 2nd Kentucky Cavalry werden verjaagd uit het kampementen bij Sylvan Grove. Kilpatrick liet zijn plan om de spoorwegbrug te vernietigen varen. Hij kreeg daarbovenop informatie dat de krijgsgevangenen waren verplaatst. Daarom reed hij terug naar de Noordelijke hoofdmacht bij  Louisville. Na de Slag bij Buck Head Creek op 28 november werd Kilpatrick bijna gevangengenomen. De 5th Ohio Cavalry kon de opmars van Wheeler tegenhouden. Op 4 december werd Wheelers cavalerie op de vlucht gejaagd door Kilpatrick in de Slag bij Waynesboro.
Ondertussen werden meer Noordelijke eenheden ingezet in de veldtocht en die kwamen uit een onverwachte hoek. Generaal-majoor John G. Foster stuurde 5.500 soldaten en tien kanonnen onder leiding van brigadegeneraal John P. Hatch vanuit Hilton Head, South Carolina om de Charleston en Savannah spoorweg in handen te krijgen om zo Shermans opmars te ondersteunen. In de Slag bij Honey Hill op 30 november 1864 vocht Hatch een verbeten strijd uit met 1.500 militietroepen van Smith op ongeveer 5 km ten zuiden van Grahamville Station, South Carolina. Smith kon verschillende Noordelijke aanvallen afslaan. Uiteindelijk trok Hatch zich terug. Hatch verloor 650 soldaten tegenover 50 voor de Zuidelijken.
Op 10 december 1864 bereikte Sherman de buitenwijken van Savannah. William J. Hardee had daar 10.000 soldaten in goede defensieve stellingen verschanst. Hardee had een groot deel van de omliggende rijstvelden laten onder water lopen waardoor enkel smalle doorgangen naar de stad liepen. Sherman stuurde cavalerie naar Fort McAllister die de Ogeecheerivier bewaakte om zo een bevaarbare route te openen voor de Noordelijke marine die voor de kust lag te wachten om Sherman te bevoorraden. Op 13 december 1864 bestormde William B. Hazens divisie van Howards vleugel het fort in de Slag om Fort McAllister. Het fort viel na een kwartier van vechten. Ongeveer 134 Noordelijke soldaten waren het slachtoffers geworden van zogenaamde torpedo’s, een naam voor een vroege vorm van landmijnen die slechts occasioneel ingezet werden tijdens het conflict.
Nu Sherman en de Noordelijke marine onder leiding van schout-bij-nacht John A. Dahlgren contact hadden met elkaar, kon Sherman de nodige voorraden en geschut aan land brengen om Savannah te belegeren. Op 17 december stuurde Sherman een bericht naar Hardee om de overgave te vragen. Hardee besliste om zich niet over te geven maar om zijn leger te evacueren. Op 20 december stak zijn legermacht de Savannah River over via een haastig gebouwde pontbrug. De volgende dag reed de burgemeester R. D. Arnold naar de Noordelijke linies om de stad formeel over te geven op voorwaarde dat Geary de bewoners en hun bezittingen zou waarborgen. Sherman soldaten, met Geary’s divisie van het XX Corps voorop, bezetten de stad de volgende dag.

## Gevolgen
Sherman stuurde een telegram naar president Lincoln waarin stond:”Graag had ik u voor Kerstmis de stad Savannah aan u aangeboden. In de stad hebben we 150 kanonnen, een grote voorraad munitie en 25.000 balen katoen buitgemaakt.”
Na een korte rustpauze in Savannah trok Sherman in de lente van 1865 op naar de Carolinas, om zo aansluiting te vinden met de legers van Grant. Na een succesvolle veldtocht aanvaardde Sherman op 26 april 1865 de overgave van generaal Joseph E. Johnston en zijn troepen in North Carolina.
De Mars naar de zee was een ravage voor Georgia en het Zuiden. Sherman schatte dat hij ongeveer voor 100 miljoen dollar aan schade had veroorzaakt (of ongeveer 1,4 miljard in huidige dollars). Het leger vernietigde ongeveer 450 km aan spoorweg, verschillende bruggen en kilometers aan telegraaflijnen. Het veroverde 5.000 paarden, 4.000 muilezels en 13.000 stuks vee. Er werden 9,5 miljoen pond aan graan en 10,5 miljoen pond aan veevoeder geconfisqueerd. Er werden ontelbaar veel katoenmolens vernietigd.

## Aanbevolen lectuur
- Glatthaar, Joseph T. The March to the Sea and Beyond: Sherman's Troops in the Savannah and Carolinas Campaigns. New York: New York University Press, 1985. ISBN 0-8147-3001-9.
- Miles, Jim. To the Sea: A History and Tour Guide of the War in the West, Sherman's March across Georgia and through the Carolinas, 1864–1865. Nashville, TN: Cumberland House, 2002. ISBN 1-58182-261-8.
- Smith, Derek. Civil War Savannah. Savannah, Ga: Frederic C. Beil, 1997. ISBN 0-913720-93-3.
- Savannahveldtocht Samenstelling Noordelijk leger
- Savannahveldtocht Samenstelling Zuidelijk leger